# Кейси Симпсън
Кейси Уест Симпсън (на английски: Casey Simpson) е американски актьор, известен с ролята си на Рики Харпър в ситкома на Никелодеон, "Ники, Рики, Дики и Дона". Той е известен с това, че играе забавни герои.

## Биография
Кейси Симпсън е роден на 6 април 2004 г. в Лос Анджелис, САЩ. Започва да играе през 2007 г. на 3-годишна възраст в скеч комедията "Дядо Коледа" на Frank TV. През 2011 г. той участва във филма "Пет", играейки Бъди, а през 2013 г. дава гласа си на един от героите в анимационния филм "Аз, проклетникът 2".
Той също така участва в драматични телевизионни предавания.